# Haverfordwest County AFC
A Haverfordwest County AFC (walesi nyelven: Clwb Pêl-droed Sir Hwlffordd) walesi labdarúgóklub, amely az első osztályban szerepel. Székhelye Haverfordwest városában található. Hazai mérkőzéseit a Bridge Meadow stadionban rendezi.

## Névváltozások
- 1899–1901: Haverfordwest FC
- 1901–1936: Haverfordwest Town
- 1936–1956: Haverfordwest Athletic

1956 óta jelenlegi nevén szerepel.

## Sikerei
- Welsh Premier League
  - Bronzérmes (1 alkalommal): 2004

## Eredmények

### Európaikupa-szereplés

#### Összesítve
| Kupa       | J | GY | D | V | LG–RG |
| ---------- | - | -- | - | - | ----- |
| UEFA-kupa  | 2 | 0  | 0 | 2 | 1–4   |
| Összesítve | 2 | 0  | 0 | 2 | 1–4   |

#### Szezonális bontásban
| Idény     | Kupa      | Forduló         | Klub | 1. mérk. | 2. mérk. |
| --------- | --------- | --------------- | ---- | -------- | -------- |
| 2004–2005 | UEFA-kupa | 1. selejtezőkör | FH   | 0–1      | 1–3      |

Megjegyzés: Az eredmények minden esetben a Haverfordwest County szemszögéből értendőek, a félkövéren jelölt mérkőzéseket pályaválasztóként játszotta.